# Nagurus nakadoriensis
Nagurus nakadoriensis là một loài chân đều trong họ Trachelipodidae. Loài này được Nunomura miêu tả khoa học năm 1991.